# Gerónima Montealegre Fernández
María Gerónima Montealegre Fernández (San José, 30 de octubre de 1823 - 16 de septiembre de 1892) fue una filántropa costarricense, primera dama de su país, como esposa del jefe de Estado provisional Bruno Carranza Ramírez (1822-1891).
Sus padres eran Mariano Montealegre Bustamante (primer vicejefe de Estado y el primer diplomático costarricense, y uno de los más ricos cafetaleros de su época) y de Jerónima Fernández Chacón (que poseía una importante fortuna personal). Fue hermana de José María Montealegre Fernández, quien sería presidente de Costa Rica entre 1859 y 1863. Se casó con Carranza en San José el 3 de enero de 1847. Se convirtió en primera dama cuando este estuvo en el poder, mediante un golpe de Estado, entre el 27 de abril y el 9 de agosto de 1870.

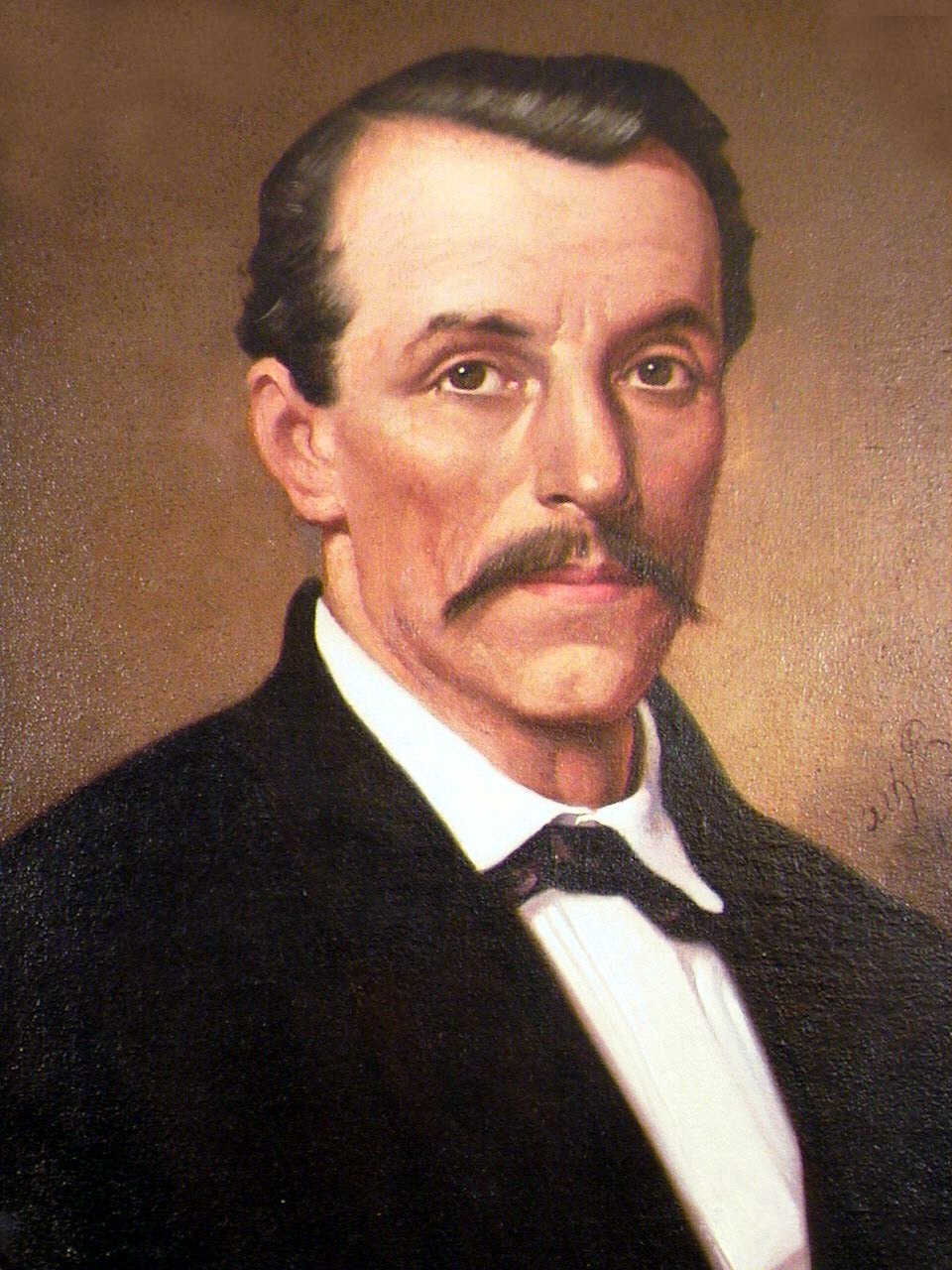
Bruno Carranza Ramírez, presidente de Costa Rica y esposo de Gerónima Montealegre Fernández, retratado por Aquiles Bigot.

Utilizando la herencia de su madre, ella y sus hermanas Aurelia y María Montealegre Fernández fundaron el Hospicio de la Trinidad, el primer orfanato en la ciudad de San José.
El 25 de enero de 1891 falleció su esposo a los 68 años de edad. Ella falleció en la misma ciudad el 16 de septiembre de 1892. En el momento de su fallecimiento, el diario josefino El Heraldo la apodó «la madre de los huérfanos y los desvalidos».
La actriz Madeleine Stowe —a través de su madre, Mireya Mora-Steinvorth, de nacionalidad costarricense— es trastataranieta de Gerónima Montealegre Fernández.

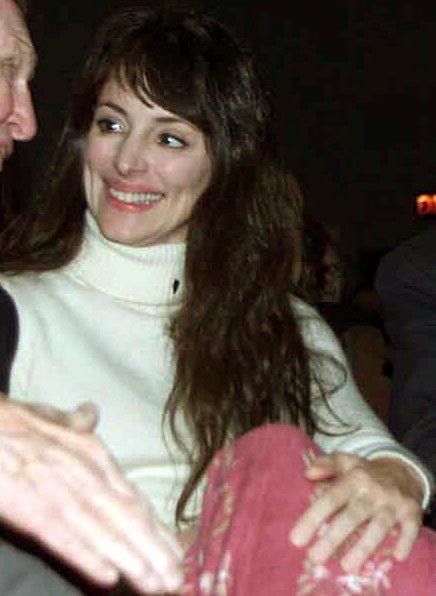
La actriz estadounidense Madeleine Stowe (1958-), chozna de Gerónima Montealegre Fernández.